# Agalychnis litodryas
La granota rosada (Agalychnis litodryas) és una espècie de granota pertanyent a la família dels hílids. Aquesta espècie solament es registra en el Riu Tuira i en el Riu Mico a la Província de Darién, Panamà; i en cinc localitats a Equador i suposadament a Colòmbia. Hi hauria no més de 1.000 exemplars.